# Corinna Harrer
Corinna Harrer (ur. 19 stycznia 1991 w Ratyzbonie) – niemiecka lekkoatletka specjalizująca się w biegach średnich i długich.
W 2009 została wicemistrzynią Europy juniorek w biegu na 800 metrów. W kolejnym sezonie podczas juniorskich mistrzostw świata była szósta w biegu na 800 metrów oraz nie ukończyła biegu eliminacyjnego na 1500 metrów. W 2011 zdobyła srebrny medal młodzieżowych mistrzostw Europy w biegu na 1500 metrów. W tej samej konkurencji zajęła rok później 9. miejsce na mistrzostwach Europy oraz odpadła w półfinale igrzysk olimpijskich. Srebrna medalistka halowych mistrzostw Europy w biegu na 3000 metrów oraz młodzieżowych mistrzostw Europy na 1500 metrów (2013). Uczestniczka drużynowych mistrzostw Europy. Złota medalistka mistrzostw Niemiec.
Pięciokrotna uczestniczka mistrzostw Europy w biegu przełajowym (2008–2012) zdobywając pięć medali (brąz w drużynie juniorek w 2009, srebro w drużynie juniorek w 2010, srebrny drużynowo U-23 oraz brązowy w biegu młodzieżowców w 2011 i brąz drużynowo U-23 w 2012).
Rekordy życiowe: bieg na 800 metrów – 2:00,87 (19 lipca 2012, Ratyzbona); bieg na 1500 metrów – 4:04,30 (31 maja 2012, Rzym); bieg na 3000 metrów (hala) – 8:51,04 (3 lutego 2013, Karlsruhe); bieg na 10 000 metrów – 32:27,75 (3 maja 2014, Aichach).